# ジョアン・デ・レンカストレ (初代アヴェイロ公爵)
ジョアン・デ・レンカストレ（João de Lencastre, 1.º marquês de Torres Novas, 1.º Duque de Aveiro, 1501年 - 1571年8月22日）は、ポルトガルの貴族。初代トレシュ・ノヴァシュ侯爵、初代アヴェイロ公爵。
ジョアン2世王の庶子のコインブラ公ジョルジェ・デ・レンカストレと、ブラガンサ家の一員であるカダヴァル領主アルヴァロ・デ・ブラガンサの娘ベアトリス・デ・ビリェーナの間の長子。1513年、12歳の時に王太子（後のジョアン3世）の遊び相手として宮廷に伺候。1520年3月27日、トレシュ・ノヴァシュ侯爵に叙される。
1530年、ジョアン3世王の弟グアルダ公と、当時国内で最も裕福な女子相続人だったマリアルヴァ女伯・ロレ女伯ギオマール・コウティーニョとの結婚が発表された。ところがトレシュ・ノヴァシュ侯がギオマールと秘密結婚していたことを自ら暴露したため、スキャンダルとなった。ジョアン3世はトレシュ・ノヴァシュ侯をリスボンのサン・ジョルジェ城に監禁し、グアルダ公とマリアルヴァ女伯の婚礼を予定通り挙行させて騒ぎを収めた。このスキャンダルは19世紀、作家のカミロ・カステロ・ブランコによって戯曲『トレシュ・ノヴァシュ侯爵（O Marquez de Torres-Novas）』に描かれた。
解放後、トレシュ・ノヴァシュ侯はほとぼりが冷めるまでセトゥーバルに隠棲し、1535年になって宮廷に呼び戻され、ベージャ公の参加するチュニス遠征に先導役として随行した。同年、ジョアン3世王によりアヴェイロ公爵に叙爵された。1537年、スペイン王妃イサベルの死去に関する弔辞を伝える使節としてマドリード宮廷に派遣された。1552年、王太子ジョアン・マヌエルに嫁ぐスペイン王女フアナを国境まで出迎え、リスボンに先導する役目を担った。
生涯に何冊かの著書を残し、セトゥーバル近郊アラビーダに壮麗な修道院を建立した。

## 子女
1537年、第3代ヴィラ・ヘアル侯爵の娘ジュリアーナ・デ・ララと結婚し、間に2子をもうけた。
- ジョルジェ・デ・レンカストレ（1548年 - 1578年） - 第2代アヴェイロ公爵
- ペドロ・ディニス・デ・レンカストレ - ポルト・セグーロ領主、第4代ポルトアレグレ女伯爵（ポルトガル語版）と結婚